# Овертон (округ)
Округ Овертон (англ. Overton County) располагается в штате Теннесси, США. Официально образован в сентябре 1806 года. По состоянию на 2010 год, численность населения составляла 22 083 человека.

## География
По данным Бюро переписи США, общая площадь округа равняется 1126,651 км2, из которых 1121,471 км2 — суша, и 3,626 км2, или 0,300 % — это водоёмы.

## Население
По данным переписи населения 2000 года в округе проживает 20 118 жителей в составе 8110 домашних хозяйств и 5920 семей. Плотность населения составляет 18,00 человек на км2. На территории округа насчитывается 9 168 жилых строений, при плотности застройки около 8,00-ми строений на км2. Расовый состав населения: белые — 96,59 %, афроамериканцы — 0,28 %, коренные американцы (индейцы) — 0,28 %, азиаты — 0,09 %, гавайцы — 0,05 %, представители других рас — 0,22 %, представители двух или более рас — 0,49 %. Испаноязычные составляли 2,69 % населения независимо от расы.
В составе 29,20 % из общего числа домашних хозяйств проживают дети в возрасте до 18 лет, 59,20 % домашних хозяйств представляют собой супружеские пары проживающие вместе, 9,90 % домашних хозяйств представляют собой одиноких женщин без супруга, 27,00 % домашних хозяйств не имеют отношения к семьям, 24,10 % домашних хозяйств состоят из одного человека, 11,00 % домашних хозяйств состоят из престарелых (65 лет и старше), проживающих в одиночестве. Средний размер домашнего хозяйства составляет 2,46 человека, и средний размер семьи — 2,90 человека.
Возрастной состав округа: 23,00 % — моложе 18 лет, 8,40 % — от 18 до 24, 27,70 % — от 25 до 44, 25,90 % — от 45 до 64, и 25,90 % — от 65 и старше. Средний возраст жителя округа — 39 лет. На каждые 100 женщин приходится 96,20 мужчин. На каждые 100 женщин старше 18 лет приходится 93,10 мужчин.
Средний доход на домохозяйство в округе составлял 26 915 USD, на семью — 32 156 USD. Среднестатистический заработок мужчины был 25 287 USD против 19 674 USD для женщины. Доход на душу населения составлял 13 910 USD. Около 12,30 % семей и 16,00 % общего населения находились ниже черты бедности, в том числе — 20,40 % молодежи (тех, кому ещё не исполнилось 18 лет) и 20,50 % тех, кому было уже больше 65 лет.